# Технічна вода

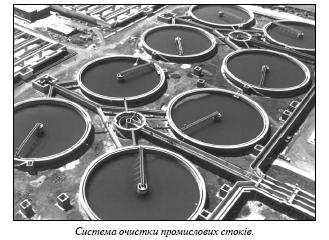
Одержання технічної води.

Технічна вода (рос. техническая вода, англ. service water; нім. Brauchwasser n, technisches Wasser n, gewerbliches Wasser n) — вода, придатна для використання в технологічних процесах, але непридатна для пиття. Одержується шляхом неповної очистки промислових і побутових стоків, з солоних морських або інших природних і шахтних вод, з систем водообігу на збагачувальних, металургійних і інших виробництвах. Вимоги до твердої води регламентуються умовами її використання у відповідних технологічних процесах і експлуатації водного господарства. У твердій воді контролюються вміст твердих завислих речовин, солей жорсткості, рН тощо.

## Загальний опис
Залежно від призначення до якості води на підприємствах промисловості висувають різні вимоги. Найважливішими показниками якості води, що визначають її придатність для використання на гірничо–збагачувальних комбінатах, є вміст зважених речовин, кольоровість, запах, смак, сухий залишок, мінеральний залишок, загальна твердість і її складові, біологічне і хімічне споживання кисню, водневий показник рН. 
Вимоги до якості води на збагачувальних фабриках для виробничих потреб, встановлюються технічними умовами.
Фізичні властивості води характеризуються вмістом зважених речовин, мутністю або прозорістю, кольором, запахом, смаком, температурою.
Вміст зважених речовин у воді визначається ваговим способом або вимірюванням мутності (прозорості) води. Згідно з ДСТУ вміст зважених речовин у воді для господарсько–питних цілей централізованих водопроводів не повинен перевищувати 1,5 мг/л.
Мутність води характеризується вмістом зважених речовин та вимірюється (мг/л) мутномірами.
Прозорість води вимірюється в скляній трубці з сантиметровою шкалою. При цьому визначають товщину шару води, через який видно умовний знак, нанесений чорною фарбою на білій пластині у вигляді двох хрестоподібних ліній товщиною 1 мм, або спеціальний стандартний шрифт. Прозорість вимірюється у сантиметрах. 
Колір води пояснюється присутністю у воді гумусових речовин. Колір вимірюється в градусах по платино-кобальтовій шкалі  шляхом порівняння води з еталоном води. Колір не повинен перевищувати 20о. 
Запах та смак води обумовлюється наявністю в ній розчинених газів, мінеральних солей та мікроорганізмів. Для виробничих потреб запах та смак суттєвого значення не мають.
Температура води поверхневих джерел коливається у межах 0–30оС. Ґрунтові води на глибині мають постійну температуру 4–8 оС. Для питних цілей використовують воду з температурою 7–12 оС.
Хімічні властивості води залежать від розчинених різних речовин: вапна, гіпсу, аміаку, кисню, вуглекислоти, сірки, водню, солей заліза, кальцію, магнію тощо. Загальний вміст розчинених солей (мг/л) характеризується щільним залишком, який визначається шляхом випарювання профільтрованої води. 
Твердість води обумовлена вмістом солей кальцію та магнію. Вода з твердістю менше 4 ммоль/дм3 характеризується як м'яка, від 4 до 8 ммоль/дм3 — середньої твердості, від 8 до 12 ммоль/дм3 — тверда, понад 12 ммоль/дм3 — дуже тверда.
За О. О. Алекіним:
• дуже м'яка — до 1,5 ммоль/дм³;
• м'яка — 1,5–3,0 ммоль/дм³;
• помірно тверда — 3,0–6,0 ммоль/дм3;
• тверда — 6,0–9,0 ммоль/дм3;
• дуже тверда — понад 9,0 ммоль/дм3.
Вміст газів та хімічних елементів. Високий вміст кисню у воді, вуглекислоти, сірководню неприпустимий. Вони сприяють корозії металевих труб. У воді повинно бути не більше: 0,3 мг/л заліза, 1,2 мг/л флуору, 0,1 мг/л свинцю, 1 мг/л міді, 5 мг/л цинку. Неприпустимий вміст важких металів, жирів, органічних сполук.
Активна реакція води характеризується показником концентрації водневих йонів (рН): нейтральне середовище рН=7, кисле – менше 7, лужне – більше 7. Для промислових цілей використовують воду з рН = 6–10. Бактеріальне забруднення води характеризується вмістом бактерій в 1 мл води. Питна вода повинна містити не більше 100 бактерій в 1 мл води.

## Технічна вода в Україні
Станом на 2024 рік, за даними МОЗ України, в Україні немає води тієї якості, яка б відповідала європейським стандартам на питну воду. Через це, якщо Україна запровадить у себе стандарти ЄС щодо якості води, то вийде, що в нас питної води немає, а є лише — технічна.